# 马忠杰
马忠杰（1935年9月—），男，回族，宁夏同心人，中国伊斯兰教人物，曾任中国伊斯兰教协会副会长、顾问，第十届全国政协委员。